# Zweden op de Olympische Zomerspelen 1900
Zweden nam deel aan de Olympische Zomerspelen 1900 in Parijs. Het was de tweede deelname. Ondanks de unie destijds met Noorwegen houdt het Internationaal Olympisch Comité de Zweedse resultaten apart van de Noorse.

## Medailles

### 1Goud
Drie Zweedse atleten, August Nilsson, Gustaf Söderström en Karl Gustaf Staaf, waren deel van een gemengd team samen met drie Denen. Zij wonnen het goud bij het touwtrekken.

### 3Brons
- Ernst Fast - atletiek, marathon

## Resultaten per onderdeel

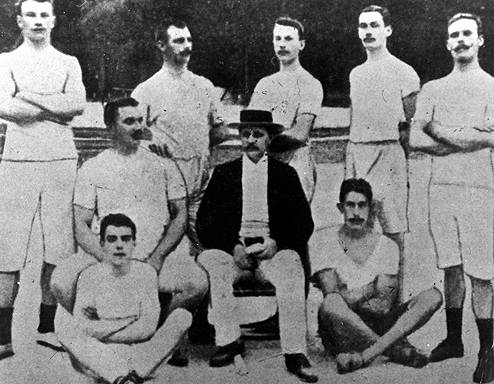
Zweedse atleten op de Olympische Zomerspelen van 1900

### Atletiek
8 Zweedse atleten namen deel aan 11 onderdelen, waarbij ze op de marathon brons behaalden.
| Onderdeel | Plaats | Atleet           | Heat                | Halve finale  | Repechage     | Finale         |
| --------- | ------ | ---------------- | ------------------- | ------------- | ------------- | -------------- |
| 60 meter  | —      | Isaac Westergren | Onbekend AC, heat 1 | Niet gehouden | Niet gehouden | Uitgeschakeld  |
| 100 meter | —      | Isaac Westergren | Onbekend 4e, heat 5 | Uitgeschakeld | Uitgeschakeld | Uitgeschakeld  |
| Marathon  | 3e     | Ernst Fast       | Niet gehouden       | Niet gehouden | Niet gehouden | 3:37.14,0      |
| Marathon  | —      | Johan Nyström    | Niet gehouden       | Niet gehouden | Niet gehouden | Niet gefinisht |

| Onderdeel                 | Plaats | Atleet            | Kwalificatie    | Finale        |
| ------------------------- | ------ | ----------------- | --------------- | ------------- |
| Verspringen               | 11e    | Tore Blom         | 5,770 meter 11e | Uitgeschakeld |
| Verspringen               | 12e    | Erik Lemming      | 5,500 meter 12e | Uitgeschakeld |
| Hink-stap-springen        | 7e-13e | Erik Lemming      | Niet gehouden   | Onbekend      |
| Hink-stap-springen        | 7e-13e | Karl Staaf        | Niet gehouden   | Onbekend      |
| Hoogspringen              | 4e     | Erik Lemming      | Niet gehouden   | 1,70 meter    |
| Hoogspringen              | 8e     | Tore Blom         | Niet gehouden   | 1,50 meter    |
| Polsstokhoogspringen      | 4e     | Erik Lemming      | Niet gehouden   | 3,10 meter    |
| Polsstokhoogspringen      | 7e     | Karl Staaf        | Niet gehouden   | 2,80 meter    |
| Polsstokhoogspringen      | 8e     | August Nilsson    | Niet gehouden   | 2,60 meter    |
| Staand hink-stap-springen | 5e-10e | Karl Staaf        | Niet gehouden   | Onbekend      |
| Kogelstoten               | 6e     | Gustaf Söderström | 11,18 meter 6e  | Uitgeschakeld |
| Kogelstoten               | 9e     | August Nilsson    | 10,86 meter 9e  | Uitgeschakeld |
| Discuswerpen              | 6e     | Gustaf Söderström | 33,07 meter 6e  | Uitgeschakeld |
| Discuswerpen              | 8e     | Erik Lemming      | 32.50 meter 8e  | Uitgeschakeld |
| Kogelslingeren            | 4e     | Erik Lemming      | Niet gehouden   | Onbekend      |
| Kogelslingeren            | 5e     | Karl Staaf        | Niet gehouden   | Onbekend      |

### Schermen
Zweden debuteerde in het schermen met één deelnemer.
| Onderdeel | Plaats | Schermer  | Eerste ronde                 | Kwartfinale   | Repechage     | Halve finale  | Finale        |
| --------- | ------ | --------- | ---------------------------- | ------------- | ------------- | ------------- | ------------- |
| Floret    | 38-54  | Emil Fick | Uitgeschakeld na jurybesluit | Uitgeschakeld | Uitgeschakeld | Uitgeschakeld | Uitgeschakeld |

### Zwemmen
Zweden nam deel met één zwemmer. Op twee van de drie onderdelen haalde Erickson de finale. Hij won uiteindelijk geen medailles.
| Onderdeel                    | Plaats | Zwemmer       | Halve finale               | Finale        |
| ---------------------------- | ------ | ------------- | -------------------------- | ------------- |
| Mannen 200 meter vrije slag  | 12e    | Erik Erickson | 3:05.8 4e, halve finale 1  | Uitgeschakeld |
| Mannen 1000 meter vrije slag | 9e     | Erik Erickson | 17:41.2 3e, halve finale 1 | 17:50.0       |
| Mannen 200 meter rugslag     | 8e     | Erik Erickson | 4:05.4 4e, halve finale 3  | 3:56.4        |

### Touwtrekken
Drie van de zes deelnemers van het team dat goud in het touwtrekken won, waren Zweden.
| Onderdeel   | Plaats | Atleten | Wedstrijd 1               |
| ----------- | ------ | --- | ------------------------- |
| Touwtrekken | 1e     | Edgar Aabye (DEN) August Nilsson Eugen Schmidt (DEN) Gustaf Söderström Karl Gustaf Staaf Charles Winckler (DEN) | Winst tegen Frankrijk 2-0 |

Argentinië · Australië · België · Bohemen · Brits-Indië · Canada · Cuba · Denemarken · Duitsland · Frankrijk · Griekenland · Groot-Brittannië · Haïti · Hongarije · Iran · Italië · Luxemburg · Mexico · Nederland · Noorwegen · Oostenrijk · Peru · Roemenië · Rusland · Spanje · Verenigde Staten · Zweden · Zwitserland · Gemengde teams